# 46e régiment d'infanterie de New York
Pour les articles homonymes, voir 46e régiment.
Le 46e régiment d'infanterie de New York (en anglais : 46th New York Infantry Regiment), dit « régiment des fusiliers de Fremont » est un régiment d'infanterie qui a servi dans l'armée de l'Union pendant la guerre de Sécession.

## Service
Le 46th New York Infantry est organisé à New York City, New York et entre en service par compagnies à compter du 29 juillet 1861 pour trois ans de service sous le commandement du colonel Rudolph Rosa. Il est principalement composé de germano-américains(p337). 
Le régiment est attaché à la première brigade de Viele du corps expéditionnaire de Caroline du Sud de Sherman d'octobre 1861 à avril 1862. Il est dans la deuxième brigade de la deuxième division du département du Sud, jusqu'en juillet 1862. Il est dans la deuxième brigade de la première division du IXe corps de l'armée du Potomac jusqu'en avril 1863 puis dans la deuxième brigade de la première division du IXe corps d'armée de l'armée de l'Ohio jusqu'en juin 1863. Il est dans la troisième brigade de la deuxième division du IXe corps de l'armée du Tennessee jusqu'en août 1863. Il appartient à la deuxième brigade de la première division du IXe corps de l'armée de l'Ohio jusqu'en avril 1864. Il est affecté dans la deuxième brigade de la première division du IXe corps de l'armée du Potomac jusqu'en mai 1864. Il est dans la deuxième brigade de la quatrième division du Ve corps jusqu'au 11 juin 1864 puis dans la deuxième brigade de la troisième division du IXe corps jusqu'en septembre 1864. Enfin, il est affecté dans la deuxième brigade de la première division du IXe corps jusqu'en juillet 1865.
Le 46th New York Infantry quitte le service le 28 juillet 1865.

## Service détaillé

### 1861
Le 46th New York Infantry quitte l'État pour aller à Washington, DC le 16 septembre 1861, puis part à Annapolis, dans le Maryland. Il participe à l'expédition de Port Royal, en Caroline du Sud du 21 octobre-7 novembre 1861 et à la capture des forts Walker et Beauregard, dans le port de Port Royal et à Hilton Head, le 7 novembre. Il est en service à Hilton Head, en Caroline du Sud jusqu'en mars 1862.

### 1862
Le 46th New York Infantry occupe Edisto Island le 11 février. Il est à Wilmington et Whitmarsh Islands les 30 et 31 mars. Il prend part au bombardement et à la capture de fort Pulaski, en Géorgie les 10 et 11 avril. Il fait partie de l'expédition de James Island du 1er juin 1862 au 28 juin. Il prend part à l'action sur James Island le  8 juin et à la bataille de Secessionville le 16 juin. Il évacue James Island et part vers Hilton Head du 28 juin au 7 juillet. Il part à Newport News du 12 au 17 juillet, puis à Fredericksburg, en Virginie du 2 au 6 août. Il participe aux opérations sur les rivières Rapidan et Rappahannock du 13 au 27 août.  
Il prend part à la campagne de Virginie septentrionale de Pope du 16 août au 2 septembre. Il participe à la bataille de Groveton le 29 août et à la seconde bataille de Bull Run, le 30 août. Il contribue à la bataille de Chantilly le 1er septembre.  
Puis, il participe à la campagne du Maryland du 6 au 22 septembre, prenant part à la bataille de South Mountain le 14 septembre et à celle d'Antietam les 16 et 17 septembre. Il est en service dans le Maryland jusqu'au 11 octobre. Il remonte le Potomac vers Leesburg, puis vers Falmouth, en Virginie du 11 octobre au 18 novembre. Il participe à la bataille de Fredericksburg, en Virginie du 12 au 15 décembre. 

### 1863
Le 46th New York Infantry prend part à la marche dans la boue du 20 au 24 janvier 1863. Il part ensuite pour Newport News, en Virginie le 13 février, puis au Kentucky du 21 au 26 mars. Il est en service à Paris, Nicholasville, Lancaster, Stanford, et de Somerset, au Kentucky jusqu'au mois de juin. Il traverse le Kentucky pour aller à Cairo en Illinois du 4 au 10 juin, puis à Vicksburg, au Mississippi du 10 au 14 juin.  
Il prend part au siège de Vicksburg du 14 juin au 4 juillet. Il prend part à l'expédition de Jackson, au Mississippi du 5 au 10 juillet et participe au siège de Jackson du 10 au 17 juillet. Il participe à la destruction du chemin de fer central du Mississippi à Madison Station du 18 au 22 juillet. Il est à Milldale jusqu'au 12 août. Il part pour Covington, au Kentucky du 12 au 22 août. 
Il participe à la campagne dans l'est du Tennessee de Burnside du 16 août au 17 octobre. Il marche sur les montagnes du Cumberland dans l'est du Tennessee du 27 août au 26 septembre. Il participe à l'action à Blue Springs le 10 octobre. Il est à Lenoir jusqu'au 14 novembre. Il participe à la bataille de Campbell's Station le 16 novembre. Au cours de la campagne de Knoxville, il prend part au siège de Knoxville du 17 novembre au 4 décembre. Il participe à la poursuite de Longstreet du 5 au 24 décembre.

### 1864
Le 46th New York Infantry participe aux opérations dans l'est du Tennessee jusqu'en mars 1864. Il part ensuite à Annapolis, au Maryland en mars-avril. Il participe à la campagne de la Rapidan vers le fleuve James du 3 mai au 15 juin. Il prend part à la bataille de la Wilderness du 5 au 7 mai et à celle de bataille de Spotsylvania du 8 au 12 mai et de  Spotsylvania Court House du 12 au 21 mai. Il prend part à l'assaut sur le saillant ou « Bloody Angle » du 12 mai. Il participe à la bataille de North Anna River du 23 au 26 mai. Il est à Jericho Ford le 23 mai. Ensuite, il est sur la ligne de la Pamunkey du 26 au 28 mai. Il prend part à la bataille de Totopotomoy du 28 au 31 mai et à la bataille de Cold Harbor du 1er au 12 juin. Il est à Bethesda Church du 1er au 3 juin. 
Il est devant Petersburg du 16 au 18 juin et prend part au siège de Petersburg du 16 juin 1864 au 2 avril 1865. Il prend part à l'explosion de la mine à Petersburg le 30 juillet 1864(p185),. Il participe à la deuxième bataille de Weldon Railroad  du 18 au 21 août puis combat à Poplar Springs Church du 29 septembre au 2 octobre. Il effectue une reconnaissance sur Vaughan et Squirrel le 8 octobre. Il prend part à la bataille de Boydton Plank Road, à Hatcher les 27 et 28 octobre. 

### 1865
Le 46th New York Infrantry participe à la bataille de fort Stedman 25 mars 1865. Il prend part à la campagne d'Appomattox du 28 mars au 9 avril. Il prend part à la chute de Petersburg le 2 avril et à son occupation le 3 avril. Il participe à la poursuite de Lee du 3 au 7 avril. 
Il part pour Washington, DC du 21 au 27 avril, et y est en service jusqu'au mois de juillet. Il participe à la grande revue des armées du 23 mai.

## Victimes
Le régiment perd un total de 195 hommes pendant son service ; 8 officiers et 96 soldats tués ou blessés mortellement, 2 officiers et 89 soldats morts de maladie.

## Commandants
- Colonel Rudolph Rosa - blessé au combat lors de la seconde Bataille de Bull Run ; libéré du service le 17 décembre 1862
- Colonel Joseph P. Gerhardt
- Colonel George W. Travers promu mais jamais nommé au grade
- Lieutenant-colonel Adolphe Becker - commande à partir de la bataille de fort Stedman jusqu'à la libération du service
- Commandant Julius Parcus - commande lors de la seconde Bataille de Bull Run après la blessure du colonel Rosa
- Capitaine Alphons Servieri - commande au cours de la campagne de Knoxville